# Romances (álbum)
Romances (conocido también como Romance III y Tercer romance) es el duodécimo álbum de estudio del cantante mexicano Luis Miguel, lanzado el 12 de agosto de 1997 por Warner Music Group Latina. Forma parte de la serie Romance en la que el intérprete versiona canciones latinas publicadas entre 1997 y 1998. Su producción estuvo a cargo de Luis Miguel, el arreglista Bebu Silvetti y el cantautor Armando Manzanero, quien dirigió todos los álbumes de Romance del intérprete. El disco contiene doce versiones y dos composiciones inéditas de Armando Manzanero y Bebu Silvetti, de las cuales doce son boleros, mientras que «Uno» y «Mañana de carnaval (Manhã De Carnaval)» son un tango y un tema de bossa nova, respectivamente. Su grabación tuvo lugar a principios de 1997, en los estudios Ocean Way Recording en Los Ángeles, California y The Hit Factory en Nueva York.
Romances vendió más de 4.5 millones de copias y recibió certificaciones de platino en Estados Unidos, España y varios países de Latinoamérica. Para promocionarlo, se realizó una gira que abarcó los territorios antes mencionados. El álbum tuvo una buena recepción crítica, centrada en la voz de Luis Miguel y en la selección de canciones. También obtuvo varios reconocimientos, incluido un premio Grammy en Estados Unidos. La discográfica publicó siete sencillos: «Por debajo de la mesa», «El reloj», «Contigo (Estar contigo)», «De quererte así (De T'Avoir Aimee)», «Bésame mucho», «Sabor a mí» y Encadenados.

## Antecedentes
El 19 de noviembre de 1991, Luis Miguel lanzó al mercado una colección de baladas latinas clásicas titulada Romance; la más antigua de estas canciones data de la década de 1940. El disco fue producido por Armando Manzanero y arreglado por Bebu Silvetti, y fue reconocido por reavivar el interés en el género del bolero. También fue el primer álbum en español en obtener un disco de oro entregado por la Recording Industry Association of America (RIAA) en Estados Unidos.
El 30 de agosto de 1994, se lanzó al mercado Segundo romance, producido por Luis Miguel, Juan Carlos Calderón, Armando Manzanero y Kiko Cibrián. Ambos álbumes recibieron una certificación de platino de la RIAA en Estados Unidos y también fueron un éxito en países fuera de Latinoamérica y Estados Unidos, tales como Finlandia y Arabia Saudita. Se vendieron más de 12 millones de copias entre los dos discos.
En diciembre de 1996, el cantante dio una conferencia de prensa en Buenos Aires (Argentina), donde anunció su deseo de grabar un tercer disco de Romance y mencionó la posibilidad de trabajar con Armando Manzanero y Juan Gabriel. También expresó su interés en cantar en portugués e italiano, aunque todas las canciones del álbum están en español. Dos meses después, Armando Manzanero confirmó que estaba trabajando con el intérprete en otro disco inspirado en boleros bajo el título de Tercer romance. El sello discográfico de Luis Miguel confirmó que catorce temas se incluirían en el álbum titulado Romances.

## Grabación y estilo musical

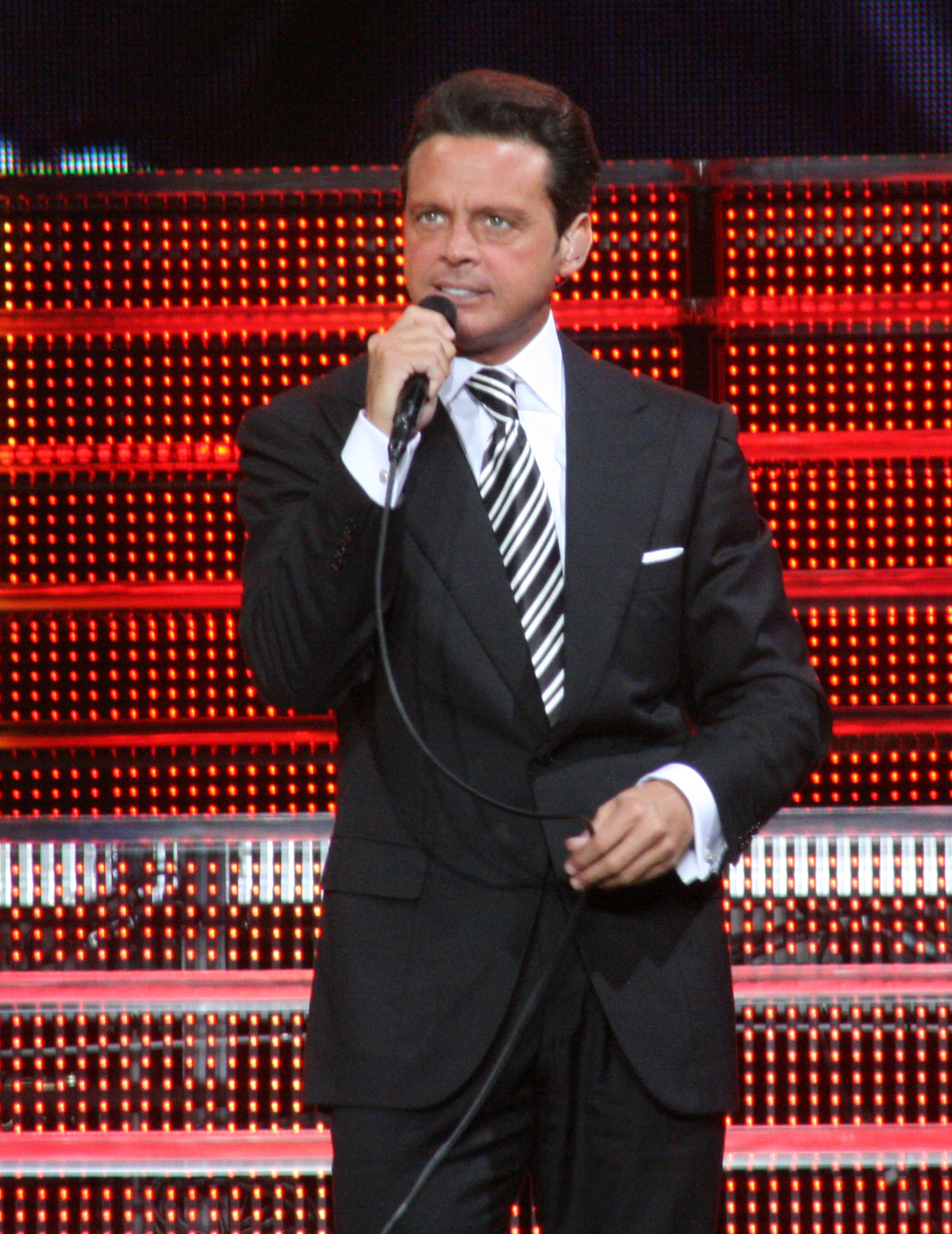
Luis Miguel trabajó con Armando Manzanero y Bebu Silvetti en la grabación de Romances.

Luis Miguel colaboró con Silvetti para los arreglos del álbum, mientras que Manzanero estuvo a cargo de la dirección. La grabación comenzó el 18 de marzo de 1997, en los estudios Ocean Way Recording (Hollywood) y The Hit Factory (Nueva York). Durante la de Romances, así como en Romance, Silvetti empleó su estilo de armadura a los acordes conocidos como «Silvetti Sound», que Leila Cobo de Billboard describió como «apoyado en melodías arrebatadoras, arreglos de cuerdas exuberantes, instrumentación acústica, y sobre todo, romanticismo desenfadado». Silvetti declaró que cuando produce un disco no se limita a copiar sus propios arreglos porque siente que sería «ridículo», y prefiere ser creativo dentro de su propio estilo. Acerca de la selección de temas para el álbum, Armando Manzanero afirmó que «le doy a Miguel las canciones y él elige lo que quiere grabar». Los participantes en las sesiones de grabación incluyeron 61 músicos de la Orquesta Filarmónica de Los Ángeles.
Luis Miguel interpretó doce baladas latinas clásicas en Romances, entre las que se incluyen composiciones de José Antonio Méndez, Carlos Arturo Briz, Consuelo Velázquez, Álvaro Carrillo, Roberto Cantoral, María Grever, Enrique Santos Discépolo, Agustín Lara, y Luiz Bonfá. Este último compositor escribió la canción «Manhã de Carnaval» («Mañana de Carnaval») en portugués, la cual fue posteriormente traducida al español por Jesús María Arozamena Bersategui bajo el título de «Canción de Orfeo». «De quererte así» es un tema francés («De T'Avoir Aimée»), originalmente cantado y escrito por Charles Aznavour, que fue traducido al español por Alex Marco. El cantante hizo versiones de algunos de los citados compositores en sus anteriores álbumes de Romance. El artista también interpretó canciones de Manzanero, como «Voy a apagar la luz / Contigo aprendí» y «Amanecer». Las dos composiciones originales eran «Por debajo de la mesa» de Armando Manzanero y «Contigo (Estar contigo)» de Bebu Silvetti y Sylvia Riera Ibáñez.

## Promoción

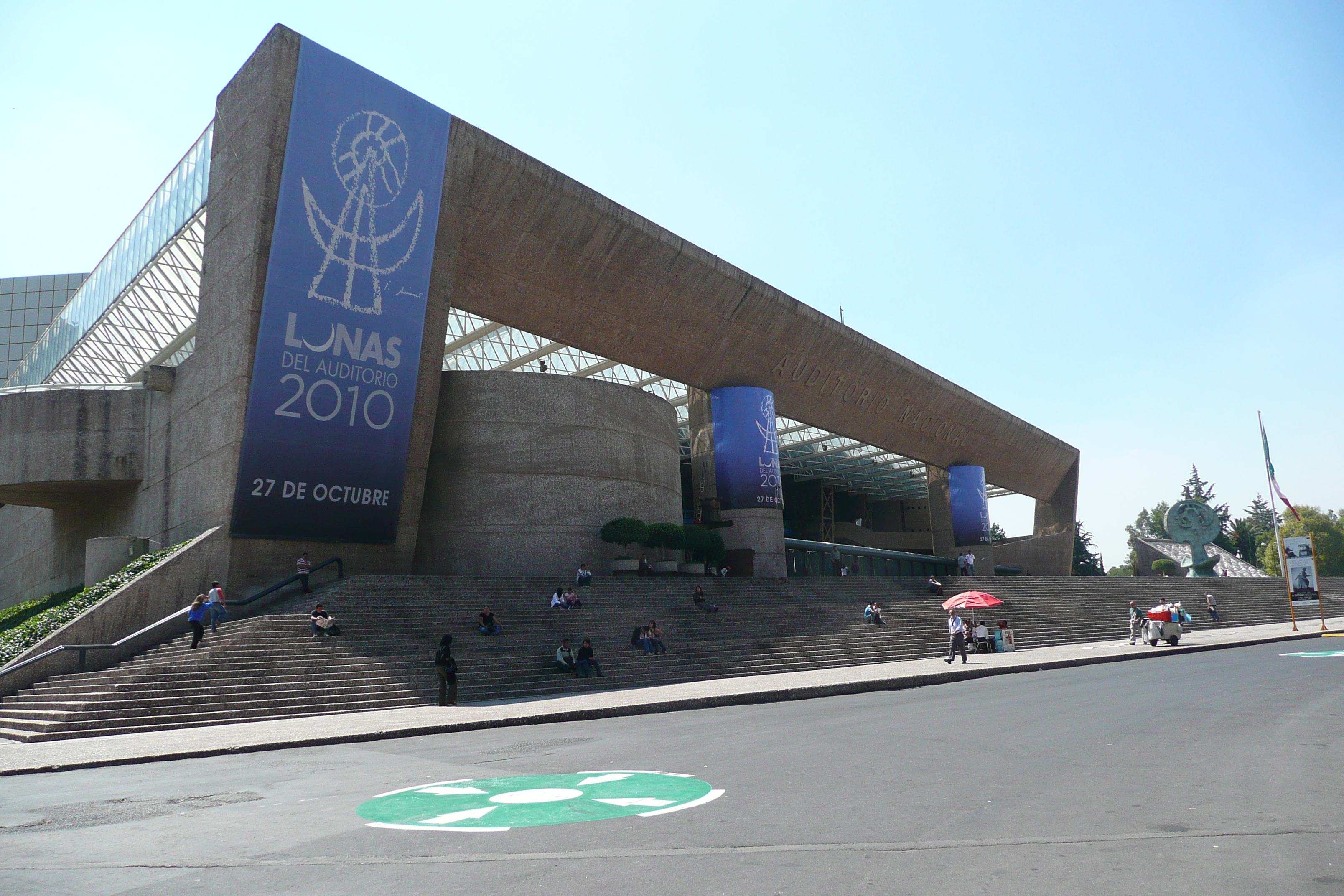
Luis Miguel realizó diecisiete presentaciones consecutivas en el Auditorio Nacional de Ciudad de México; fueron los conciertos más taquilleros de un artista latino en 1997.

Luis Miguel inició su Romances Tour, que consta de 84 conciertos, en Las Vegas, Nevada, el 12 de septiembre de 1997. En sus recitales el artista cantó pop y arreglos de boleros en dos horas y media. Adam Sandler de Variety expresó una reacción ambigua a la presentación en Universal Amphitheatre de Los Ángeles. Señaló que el intérprete rara vez interactuó con su audiencia o se aventuró a salir al centro del escenario. Robert Hilburn de Los Angeles Times tuvo una reacción más positiva y describió al recital como una «mezcla maravillosamente diseñada y maravillosamente ejecutada de la tradición de la música latina». Otro contribuyente de Times, Ernesto Lechner, escribió que la presentación de los boleros del cantante en el estadio Arrowhead Pond en California «[tiró] la casa por la ventana», y afirmó que la experiencia en el concierto estuvo «muy cerca» de la Beatlemanía. En la ciudad de Nueva York, el cantante realizó cinco recitales consecutivos en el Radio City Music Hall. En Ciudad de México hubo diecisiete presentaciones consecutivas en el Auditorio Nacional; fueron los conciertos más taquilleros de un artista latino ese año. La gira también tuvo conciertos en Sudamérica —en Chile y Argentina— y continuó hasta mayo de 1998, cuando el cantante se presentó en toda España. Luis Miguel fue el primer artista latino en ser agregado al «Top 20 All-Time Grossing Tours» de Pollstar por obtener la mayor cantidad de entradas vendidas para conciertos consecutivos en un recinto en 1997.

### Sencillos
«Por debajo de la mesa» fue el sencillo principal del álbum publicado en las emisoras de radio, el 15 de julio de 1997, y alcanzó el primer lugar del Billboard Hot Latin Songs dos meses después; se mantuvo veintiséis semanas en la lista. Se realizó un videoclip para la canción. El segundo sencillo lanzado, «El reloj», llegó al puesto 2 del Hot Latin Songs, al igual que el tercer sencillo, «Contigo (Estar contigo)». «De quererte así (De T'Avoir Aimee)» alcanzó la posición 23 en el Hot Latin Songs, mientras «Sabor a mí» logró llegar al número 6 después de su lanzamiento. «Bésame mucho» alcanzó la cima de la lista de sencillos de México y estuvo entre las mejores diez canciones de 1998 en Venezuela según Record Report.

## Recepción de la crítica y premios
Romances fue generalmente bien recibido por la crítica, que elogió la voz de tenor de Luis Miguel y la selección de canciones del disco. Terry Jenkins de AllMusic alabó el trabajo colaborativo de Silvetti y Manzanero, y llamó a Romances «un álbum sensual y encantador». Achy Obejas del Chicago Tribune, dijo que la voz del cantante era el punto fuerte del disco y destacó la «presencia de instrumentos electrónicos y el estado de ánimo más sombrío y oscuro». Por otra parte, sentía que el artista se empezó a «equivocar», y citó las pistas «Júrame» y «Por debajo de la mesa» como ejemplos. Fernando Gonzalez del Orange County Register señaló que aunque el álbum está «producido, arreglado y grabado impecablemente», sintió que los boleros «exigen más que eso». Gonzalez explicó: «En "Sabor a mi" él suena simplemente ruidoso, en lugar de romántico; mientras que en "El Reloj" lo interpreta como un locutor de una radionovela en lugar de alguien afligido; y en "Contigo aprendí" es una estrella, no un humilde estudiante». El crítico de música Rene Cabrera de Corpus Christi Caller-Times elogió los arreglos de las cuerdas como «elegantemente hecho» y aplaudió a las versiones «Sabor a mí» y «La gloria eres tú» porque fueron «maravillosamente grabadas a la forma tradicional y saborizadas con pegajosos finales como los requintos del Trío Los Panchos». Mario Tarradell de The Dallas Morning News crítico el disco por tener todas las pistas «inundadas de teclados sedosos y cuerdas aireadas con solo un toque de percusión en el fondo». También reprobó el primer sencillo «Por debajo de la mesa» por presentarse como una «canción de amor para los castos» debido a que sus arreglos son «tan sofocantes, tan preciosos, que es difícil sentir alguna sensualidad».
El editor de Los Angeles Times, Ernesto Lecnher, dio al álbum una estrella y media de cuatro estrellas y afirmó que Romances «se hunde bajo su propio peso, [y entrega] en su mayoría versiones infladas de material atemporal». Ed Morales de Los Angeles Times se mostró en desacuerdo con su opinión y escribió que «Lechner tiene que ir a su sala de música, apagar las luces, acurrucarse con su pareja y escuchar de verdad Romances. Le doy a su revisión [una estrella] y a Romances [cuatro estrellas]». Anne Valdespino de Los Angeles Daily News ensalzó la selección de canciones y la interpretación de Luis Miguel, llamó «elegante» al artista. El crítico de música de The San Diego Union-Tribune, Ernesto Portillo Jr., calificó a Romances con tres de cuatro estrellas y afirmó que las «interpretaciones de Miguel son de primer nivel y la música, con la ayuda en la producción del famoso compositor Armando Manzanero, se ejecuta con exquisita precisión». Sin embargo, cuestionó la necesidad de un tercero en la serie Romance ya que sintió que «disminuye la especialidad» de Romance y Segundo romance señaló que no todas las pistas del álbum son «verdaderos boleros». Ramiro Burr de San Antonio Express-News dijo que Romances «brilla con la alegría de visitar a buenos amigos» y elogió su «música atemporal, hermosa orquestación» y aplaudió los arreglos de Silvetti. También comentó que «hemos escuchado todos estos clásicos antes, aparentemente un millón de veces» pero el cantante «lo hace tan bien que apenas parece importar».
El editor de El Nuevo Herald, Eliseo Cardona, escribió una crítica mayoritariamente positiva donde aprobó la voz del cantante y la producción, pero declaró que la interpretación de Luis Miguel en «La gloria eres tú» «palidece» en comparación con las versiones de Lucho Gatica y José José. En el sitio PijamaSurf, el escritor Ivan Uriel realizó una lista de los mejores discos del cantante y Romances ocupó el 2° lugar. En su nota Uriel elogió «las composiciones, los arreglos, la interpretación [y] la variedad creativa» y señaló que la segunda parte del álbum era para su gusto «más complejo, rico y variopinto», además que eligió a «Contigo» como su canción favorita del disco.
En la 40.ª entrega de los Premios Grammy, Luis Miguel recibió el premio a la mejor interpretación de pop latino. El cantante también obtuvo un Billboard de la música latina al mejor álbum pop masculino del año y un premio World Music por ser el artista latino con mayores ventas.
El intérprete ganó un premio Amigo y un premio Onda al mejor cantante latino del año en España, y el disco fue nominado para un premio Amigo para mejor álbum latino. Armando Manzanero recibió un reconocimiento de la Broadcast Music Incorporated por su trabajo en «Por debajo de la mesa».

## Recepción comercial
El álbum fue lanzado al mercado el 12 de agosto de 1997 en los Estados Unidos y la semana del 23 de agosto de 1997 debutó en el puesto 2 en el Billboard Top Latin Albums. Siete días más tarde subió al número 1 y logró mantener esta posición por un total de once semanas no consecutivas. Romances tuvo más éxito en la lista del Billboard Latin Pop Albums; consiguió el primer lugar en trece ocasiones. En el Billboard 200, llegó a la posición número 14, con ventas de más de 57 000 unidades en la primera semana—un récord en ese momento para un disco en español—. También fue el álbum de mayor éxito en el Billboard 200 hasta la publicación de Cómplices en 2008, que logró llegar al puesto número 10. Fue el segundo disco latino más vendido en Estados Unidos durante 1997, después de Tango de Julio Iglesias. A octubre de 2017, había vendido 687 000 ejemplares en Estados Unidos, que lo convirtió en el 19° álbum más vendido del país según Nielsen SoundScan. Hacia octubre de 1997, había vendido más de 1 millón de copias en México y obtuvo una certificación de cuádruple platino en dicho país y en Centroamérica. Un año después del lanzamiento recibió una certificación de platino en Estados Unidos de la RIAA. En Argentina alcanzó la primera posición de CAPIF y fue el álbum más vendido de 1997 en el país, con ventas de aproximadamente 781 000 ejemplares. En España, Romances alcanzó la cima de la lista de PROMUSICAE y fue certificado platino óctuple, con ventas superiores a las 800 000 unidades. En Sudamérica obtuvo un disco de oro en Brasil, platino en Ecuador y Perú, doble platino en Colombia y Paraguay, séxtuple platino en Venezuela, óctuple platino en Chile, y diamante en Argentina. Según el Libro Guinness de los récords, Romances, fue el álbum con canciones en español más vendido de 1997. Una edición en DVD-Audio fue lanzada en 2001. Se vendieron más de 4.5 millones de copias en 53 países hasta 1999.

## Álbumes posteriores
Warner Music lanzó un álbum recopilatorio de tres discos titulado Todos los romances en 1998, que contiene las pistas de los álbumes de Romance de Luis Miguel. El disco alcanzó el puesto 12 en el Billboard Top Latin Albums y el número 6 en el Billboard Latin Pop Albums. También obtuvo un disco de oro en Argentina. Romances fue seguido por un álbum más de boleros, Mis romances (2001), que fue producido por el artista.

## Lista de canciones
| Romances |                                          |                                                           |                    |          |  |
| N.º      | Título                                   | Escritor(es)                                              | Año de composición | Duración |  |
| 1.       | «Voy a apagar la luz / Contigo aprendí»  | Armando Manzanero                                         | 1967               | 4:11     |  |
| 2.       | «Sabor a mí»                             | Álvaro Carrillo                                           | 1997               | 3:06     |  |
| 3.       | «Por debajo de la mesa»                  | Armando Manzanero                                         | 1997               | 3:05     |  |
| 4.       | «La gloria eres tú»                      | José Antonio Méndez                                       | 1952               | 3:24     |  |
| 5.       | «Amanecer»                               | Armando Manzanero                                         | 1978               | 3:31     |  |
| 6.       | «Encadenados»                            | Carlos Arturo Briz                                        | 1956               | 3:59     |  |
| 7.       | «Bésame mucho»                           | Consuelo Velázquez                                        | 1941               | 5:26     |  |
| 8.       | «Contigo (estar contigo)»                | Bebu Silvetti, Sylvia Riera Ibáñez                        | 1997               | 4:11     |  |
| 9.       | «Noche de ronda»                         | Agustín Lara                                              | 1935               | 4:16     |  |
| 10.      | «El reloj»                               | Roberto Cantoral                                          | 1956               | 3:03     |  |
| 11.      | «Júrame»                                 | María Grever                                              | 1959               | 3:21     |  |
| 12.      | «De quererte así (De t'avoir aimée)»     | Charles Aznavour, Alex Marco (adapt.)                     | 1958               | 3:14     |  |
| 13.      | «Uno»                                    | Enrique Santos Discépolo, Mariano Mores                   | 1943               | 4:08     |  |
| 14.      | «Mañana de carnaval (Manhã de Carnaval)» | Luiz Bonfá, Antônio Maria (adapt.), Jesus María Arozamena | 1960               | 3:24     |  |
| 54:05    |                                          |                                                           |                    |          |  |

© MCMXCVII Warner Music Benelux S.A.

## Créditos y personal
Los siguientes son los créditos de Allmusic y de las notas de Romances:

### Créditos
Bajo
- Susan Ranney
- Drew Dembowski
- Donald Ferrone
- Richard Feves
- Abraham Laboriel
- Ed Meares
- Bruce Morgenthaler

Chelo
- Dennis Karmazyn
- Suzie Katayama
- Miguel Martinez
- Jodi Burnett
- Larry Corbett
- Christine Ermacoff
- Todd Hemmenway
- Jimbo Ross
- David Shamban
- Nancy Stein-Ross

Viola
- Bob Becker – viola
- Denyse Buffman – viola
- Matt Funes – viola
- Keith Greene – viola
- Janet Lakatos – viola
- Denyse Buffum – viola
- Marlow Fisher – viola
- Carrie Holzman – viola pequeña
- Jorge Moraga – viola
- Harry Shirinian – viola
- John Scanlon – viola

Violín
- Eun Mee Ahn
- Richard Altenbach
- Becky Barr
- Jacqueline Brand
- Roman Volodarsky
- Roger Wilkie
- Tiffany Yihu
- Armen Garabedian
- Berj Garabedian
- Endre Granat
- Alan Grunfield
- Pat Johnson
- Karen Jones
- Peter Kent
- Ezra Kliger
- Razdan Kuyumjian
- Natalie Leggett
- Dimitrie Leivici
- Mike Markaman
- Darius Campo
- Joel Derouin
- David Ewart
- Robin Olson
- Carolyn Osborn
- Sid Page
- Diana Halprin
- Tommy Hatwan
- Gil Romero
- Jay Rosen
- Anatoly Rosinsky
- Sheldon Sanov
- Barbara Porter
- Kwihee Shambanari

Voces
Para «La gloria eres tú»:
- Dan Navarro
- Steve Real

Para «Bésame mucho»:
- Francis Benítez
- Zeila Hoyle
- Isela Sotelo
- Gisa Vatcky

Miscelánea
- Alex Acuña – percusión
- John Bilezikjian – mandolina
- Earl Dumler – oboe
- Ramon Flores – trompeta
- Jorge «Coco» Trivisonno – bandoneón
- Carlos Vega – batería
- Richie Gajate Garcia – percusión
- Grant Geissman – guitarra acústica
- Alan Kaplan – trombón
- Jon Kurnick – mandolina
- Don Markese – saxofón tenor
- Frank Marocco – acordeón
- Bill Reichenbach Jr. – trombón
- Ben Bressel – mandolina
- Charlie Davis – trompeta
- Bruce Dukov – concertino, violín
- Dean Parks – guitarra acústica
- Dan Higgins – saxofón alto
- Michito Sánchez – percusión
- Ramón Stagnaro – requinto
- Greg Smith – saxofón barítono

### Créditos técnicos
- Alejandro Asensi – coordinador de arte, coordinador de producción
- Greg Burns – ingeniero asistente, asistente de mezcla
- Daniela Federici – fotografía
- Marco Gamboa – ingeniero asistente, asistente de mezcla
- Mauricio Guerrero – mezcla
- Jac Holzman – productor de mezcla
- Keith Holzman – coordinador de producción
- Armando Manzanero – dirección de arte, compositor
- Ron McMaster – máster
- Luis Miguel – productor
- Gabrielle Raumberger – diseño gráfico
- John Rod – ingeniero asistente, asistente de mezcla
- Rafa Sardina – ingeniero, mezcla
- Sander Selover – instrumentos
- Bebu Silvetti – arreglista, compositor, productor de mezcla, dirección musical, piano, sintetizador
- Jeremy Smith – ingeniero
- H. Thompson – ingeniero asistente, mezcla, asistente de mezcla

## Listas y certificaciones

### Listas semanales
| Lista (1997)                                | Máxima posición |
| ------------------------------------------- | --------------- |
| Argentina (CAPIF)                           | 1               |
| Estados Unidos (Billboard 200)              | 14              |
| Estados Unidos (Billboard Top Latin Albums) | 1               |
| Estados Unidos (Billboard Latin Pop Albums) | 1               |
| Lista (1998)                                | Máxima posición |
| España (PROMUSICAE)                         | 1               |

### Listas anuales
| Lista (1997)                                | Máxima posición |
| ------------------------------------------- | --------------- |
| Estados Unidos (Billboard Top Latin Albums) | 2               |
| Estados Unidos (Billboard Latin Pop Albums) | 3               |
| España (PROMUSICAE)                         | 10              |

| Lista (1998)                                | Máxima posición |
| ------------------------------------------- | --------------- |
| Estados Unidos (Billboard Top Latin Albums) | 6               |
| Estados Unidos (Billboard Latin Pop Albums) | 4               |
| España (PROMUSICAE)                         | 16              |

### Certificaciones
| País | Certificación | Ventas     |
| --- | ------------- | ---------- |
| Argentina (CAPIF) | Diamante      | 781 000    |
| Bolivia | 2× Platino    |            |
| Brasil | Oro           | 100 000*   |
| Chile (IFPI) | 8× Platino    | 160 000^   |
| Colombia (ASINCOL) | 2× Platino    | 120 000x   |
| Ecuador (IFPI) | Platino       | 15 000x    |
| España | 8× Platino    | 1 000 000^ |
| Estados Unidos | Platino       | 687 000    |
| México | 4× Platino    | 1 000 000^ |
| Paraguay (IFPI) | 2× Platino    | 20 000x    |
| Perú (IFPI) | Platino       | 10 000x    |
| Venezuela | 6× Platino    | 120 000*   |
| Resumen |               |            |
| Centroamérica | 4× Platino    | 80 000x    |
| *las cifras de ventas sobre la base de la certificación por sí sola ^cifras de envíos sobre la base de la certificación por sí sola xcifras no especificadas sobre base de la certificación por sí sola |               |            |